# Olivia Reeves
Olivia Lynn Reeves (Chattanooga, 19 de abril de 2003) é uma halterofilista estadunidense, campeã olímpica.

## Carreira
Ela ganhou a medalha de ouro no evento feminino de 71 kg no Campeonato Mundial Júnior de Halterofilismo de 2021, realizado em Tashkent, Uzbequistão. Ela também ganhou a medalha de ouro no evento feminino de 76  kg nos Jogos Pan-Americanos Júnior de 2021, realizados em Cali e Valle, Colômbia. Reeves ganhou a medalha de prata no evento Snatch no evento feminino de 71 kg no Campeonato Mundial de Halterofilismo de 2021, realizado em Tashkent, Uzbequistão.
Reeves ganhou a medalha de bronze no evento feminino de 71 kg Clean & Jerk no Campeonato Mundial de Halterofilismo de 2022, realizado em Bogotá, Colômbia.
Em 2023, ela ganhou a medalha de bronze em seu evento no Campeonato Pan-Americano de Halterofilismo realizado em Bariloche, Argentina. Reeves também ganhou bronze no arranco e ouro no arremesso. No mesmo ano, ela ganhou a medalha de bronze no evento feminino de 71 kg no Campeonato Mundial de Halterofilismo realizado em Riad, Arábia Saudita. Ela também estabeleceu novos recordes mundiais júnior no arremesso e total.
Em outubro de 2023, Reeves ganhou a medalha de ouro no evento feminino de 81 kg nos Jogos Pan-Americanos realizados em Santiago, Chile. Ela estabeleceu novos recordes júnior das Américas no arranco, arremesso e total. Seus melhores levantamentos foram 114 kg no arranco e 144  kg no arremesso e um resultado de 258 kg no total. Na Copa do Mundo IWF de 2024, ela ganhou a medalha de ouro no arranco (118 kg), arremesso (150 kg) e total (268 kg) no evento feminino de 71 kg.
Reeves ganhou o ouro na categoria de 71 kg nas Olimpíadas de Verão de 2024 em Paris, França. Foi a primeira medalha de ouro dos Estados Unidos no levantamento de peso desde 2000.